# Jenny Tedjeza
Jenny Tedjeza, född 1976, är en svensk författare och journalist. 
Tedjeza är uppvuxen i norra Skåne, men bor numera på Donsö i Göteborgs södra skärgård. Hon romandebuterade med Inte närmare än så (Lindelöws, 2010), och har även medverkat i antologin Lyckliga slut (Ordfront, 2007). Jenny Tedjeza har arbetat som journalist på tidningen Proletären, och har även varit tidningens chefredaktör. 